# District d'Aszód
Le district d'Aszód (en hongrois : Aszódi járás) est un des 10 districts du comitat de Pest en Hongrie. Il compte 36 992 habitants et rassemble 11 localités : 9 communes et 2 villes dont Aszód, son chef-lieu.
Cette entité existait déjà auparavant entre 1912 et 1965.

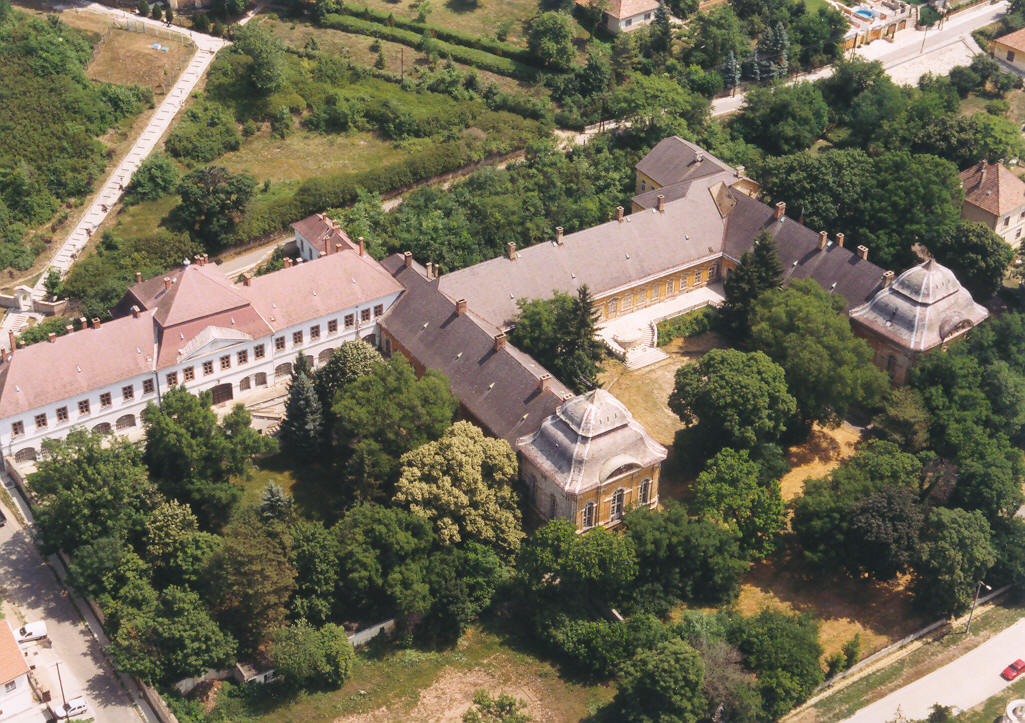
Manoir Podmaniczky à Aszód

## Localités
- Aszód
- Bag
- Domony
- Galgahévíz
- Galgamácsa
- Hévízgyörk
- Iklad
- Kartal (Pest)
- Tura
- Vácegres
- Verseg